# Găgeni, Prahova
Găgeni este un sat în comuna Păulești din județul Prahova, Muntenia, România.
Așezarea a fost atestată documentar în anul 1610.
În 1831, era un cătun în plasa Filipești, ce avea 29 de gospodării.